# Gary Richard Herbert
Gary R. Herbert (American Fork, 7 de maio de 1947) é um político norte-americano afiliado ao Partido Republicano.
Foi o 17ª governador do estado de Utah.